# Recolha de resíduos
A recolha de resíduos é a componente da gestão de resíduos, que resulta na passagem de um material residual da fonte de produção, para o ponto de tratamento ou disposição final. A recolha de resíduos inclui também a recolha porta a porta de materiais recicláveis que, tecnicamente, não são resíduos, como parte de programas de recuperação de materiais.